# 莲花超市

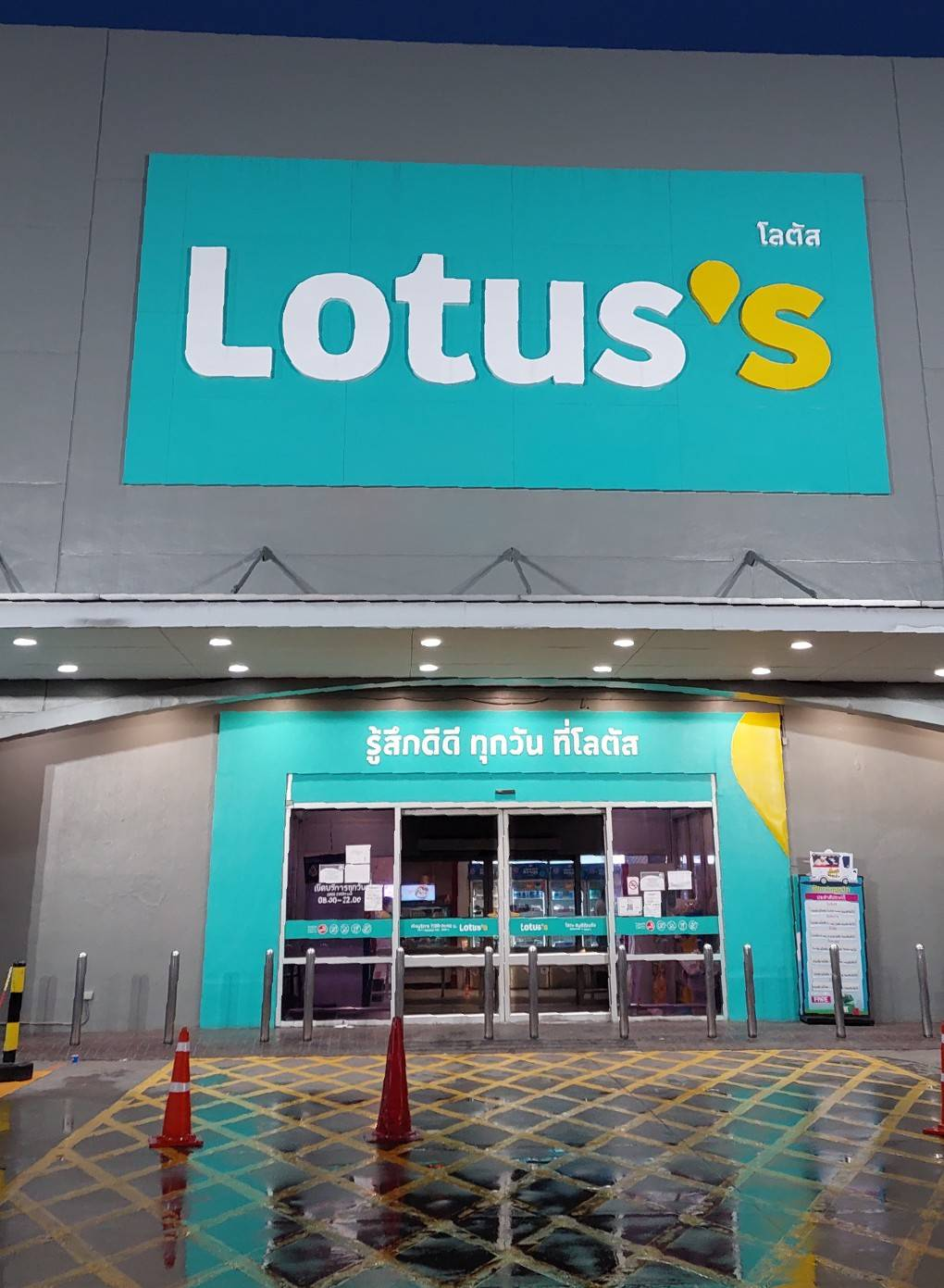
已更换新商标的莲花超市泰国巴吞他尼分店

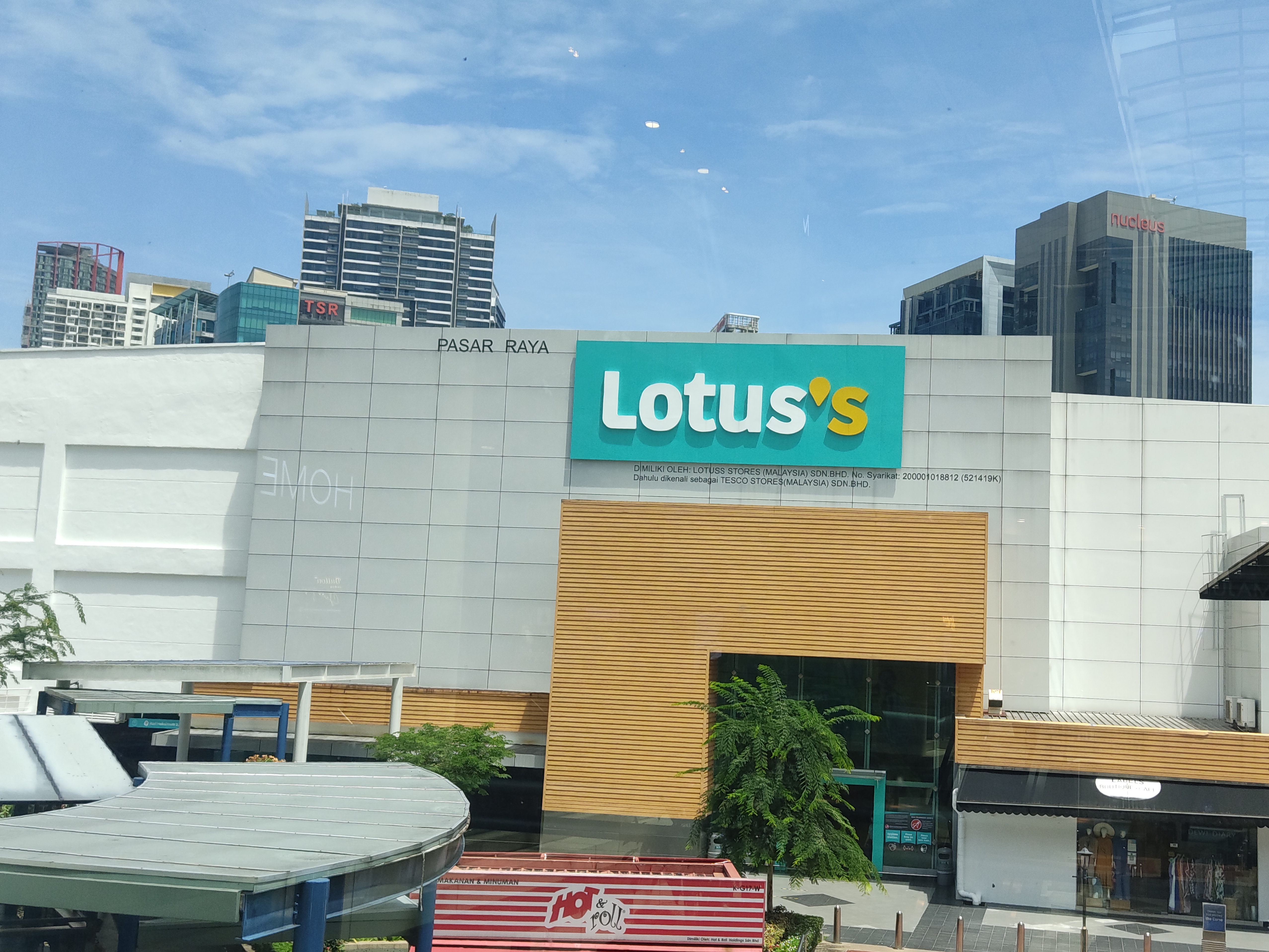
已更换新商标的莲花超市马来西亚珍珠白沙罗分店（前为特易购特大店，Tesco Extra）

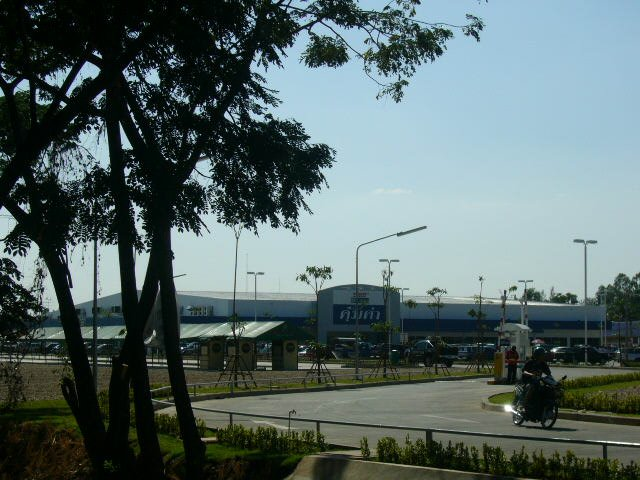
泰国Sakon Nakhon的一所特易购莲花量贩店

莲花超市是泰国正大集团旗下的零售连锁店，截至2021年，其在泰国及马来西亚（64间分店）设有分店。
中国大陆的卜蜂莲花超市虽与莲花超市同属正大集团，但管理和股权结构上并不相同，二者也没有任何隶属关系。

## 历史
莲花超市的历史最早可以追溯到正大集团于1994年在泰国创建的“莲花大卖场”(Lotus Supercenter)，首店开设在泰国曼谷的西康广场。
1998年，英国零售商特易购入股莲花大卖场，并将莲花大卖场更名为“特易购莲花”(Tesco Lotus)，最终正大集团于2003年将其持有的大多数特易购莲花股权出售给特易购。
2020年3月9日，特易购宣布将其持有的泰国特易购莲花股权，以及原由其独资经营的马来西亚特易购超市业务以约106亿美元售予泰国正大集团，随后正大集团也宣布了收购的消息。
由于正大集团已经拥有7-11便利店在泰国的经营权，同时拥有泰国万客隆(Makro)现购自运仓储超市，如正大集团收购特易购莲花成功，新公司可能构成垄断风险，此次收购需要获得泰国贸易竞争委员会办公室 (OTCC) 的批准才可完成。
最终，马来西亚及泰国两国的监管机构分别在2020年11月及12月批准了此次收购。此次收购标志着特易购在欧洲区以外的全部业务均已出售，同时退出了亚洲零售市场。同时，正大集团也借由此次收购，进入了马来西亚零售市场。
2021年2月起，正大集团先后在泰国和马来西亚对原泰国特易购莲花和马来西亚特易购分店启动品牌重塑计划，以新品牌“莲花超市”（Lotus's）作为取代前特易购品牌的名称。

## 營運狀況

### 泰国
莲花超市在泰国设有五种不同形式的业态，部分业态的名称沿用了特易购在英国等市场的名称：
大卖场(Extra)、量贩店(Hypermarket)、购物中心(Department Store)：售卖生鲜、预包装商品、食品杂货，以及电器、服饰、玩具、文具和家庭日用品等非食品业态。
Talad（即“市集”）：中型超市业态，主要销售食品杂货。
便利店(Express)：小型便利店业态。
各个业态的店面曾售卖大量特易购自有商品，但将逐渐去除特易购元素。
同时，泰国分店在特易购时期还曾提供一系列零售和金融服务，包括生活缴费、个人贷款（Tesco Premier）、Tesco Visa信用卡、Tesco保险经纪人等，而在线购物业务则于2013年4月起引入。
截至2018年初，特易购莲花拥有约140万平方米的零售面积；而截至2019年12月，特易购莲花拥有约1967家各类业态门店，其中便利店约1600家，其余门店约400家。
2021年2月起，随着正大集团对特易购莲花的收购完成，正大集团开始重塑旗下超市品牌，新引入的莲花超市品牌以Lotus's为名称，以逐渐取代商标中的特易购元素。

### 馬來西亞
莲花超市马来西亚业务的前身为特易购在马来西亚的分店，门店原以“Tesco”和“Tesco Extra”两个品牌运营，设有约62间分店。
2002年，特易购在雪兰莪州蒲种市开设其在马来西亚的第一间大卖场。随后于2007年，特易购收购了万客隆在马来西亚的门店，并将原万客隆门店更名为Tesco Extra，同时在这一新品牌内引入眼镜店、药房、小酒馆和电话店等店中店服务。2013年4月，马来西亚特易购引入在线购物业务。
马来西亚特易购曾有计划将旗下所有大卖场以Tesco Extra品牌重新包装，但该计划被搁置。
随着正大集团2020年对马来西亚特易购商店业务的收购获得批准，正大集团的超市业务也扩展至马来西亚，马来西亚也是正大集团继泰国和中国大陆之后第三个开设超市业务的市场。2021年，正大集团对马来西亚特易购门店进行品牌重塑工程，以相同于泰国市场的莲花超市和Lotus's为名称开设分店，重塑后的第一家旗舰店開設在吉隆坡甲洞（前甲洞村商场），接下來也会陆续為主要分店進行改裝，以去除“特易购”商标。截止2022年共有64家分店，并在2022年于双溪大年和怡保增设2家新分店。

## 標志
| 1994年至1998年 | 1998年至2001年   | 2001年至2008年 | 2008年至2021年 | 2021年至今 |
| 蓮花大賣場     | 特易購蓮花大賣場 | 特易購蓮花超市 | 特易購蓮花超市 | 蓮花超市   |
| -------------- | ---------------- | -------------- | -------------- | ---------- |
|                |                  |                |                |            |